# Азильская культура
Ази́льская культу́ра — археологическая культура (или технологическая традиция) эпохи эпипалеолита на севере Испании и юге Франции.
Вероятно, азильская культура относится к периоду аллерёдского климатического потепления около 8 тысячелетия до н. э., и следовала за мадленской культурой. По мнению археологов, азильская культура представляла собой финальную стадию мадленской, в то время, как потепление климата привело к изменениям в образе жизни людей в регионе. Таяние льдов уменьшило пищевые ресурсы и могло привести к обеднению производителей орудий мадленской культуры. В результате азильские орудия и искусство — более грубые и имеют меньшее распространение, чем их предшественники Ледникового периода, или же просто совершенно иные.
Диагностические артефакты данной культуры — это, в частности, азильские наконечники (микролиты с закруглёнными спинками), грубые плоские костяные гарпуны и галька, раскрашенная абстрактными декоративными рисунками. Последнюю чаще всего обнаруживают в районе реки Ариз на типовом памятнике данной культуры в пещере Мас-д’Азиль во французских Пиренеях. 145 таких галек известны по швейцарскому памятнику Бирсматтен-Эремитаж. По сравнению с поздним этапом мадленской культуры возрастает количество микролитов.
В пещере Офнет около города Нордлингена (Германия) в двух ямах целыми гнёздами лежали одни черепа, густо засыпанные красной охрой. Такой же обычай устраивать коллективные захоронения черепов в пещерах существовал в недавнее время у веддов на Цейлоне, он был связан культом почитания духов умерших сородичей.
Азильская культура сосуществовала с другими ранними мезолитическими культурами Европы, такими, как тёнгерская культура Северной Европы или свидерская культура северо-восточной Европы, совтерской и последующей тарденуазской в ряде регионов Франции, Бельгии и Швейцарии, культурой Маглемозе в Дании и на востоке Британии.
На последней стадии существования азильская культура испытала сильное влияние соседней тарденуазской культуры, что проявилось в наличии большого количества геометрических микролитов вплоть до наступления неолита, которые в ряде западных областей появились намного позднее, ближе к эпохе халколита.
Очень похожая на азильскую культура существовала в средиземноморской Испании и на юге Португалии. Поскольку у данной культуры отсутствуют изделия из кости, её условно обозначают как «иберский микроламинарный микролитизм». Её наследником стал «геометрический микролитизм», родственный тарденуазской культуре.

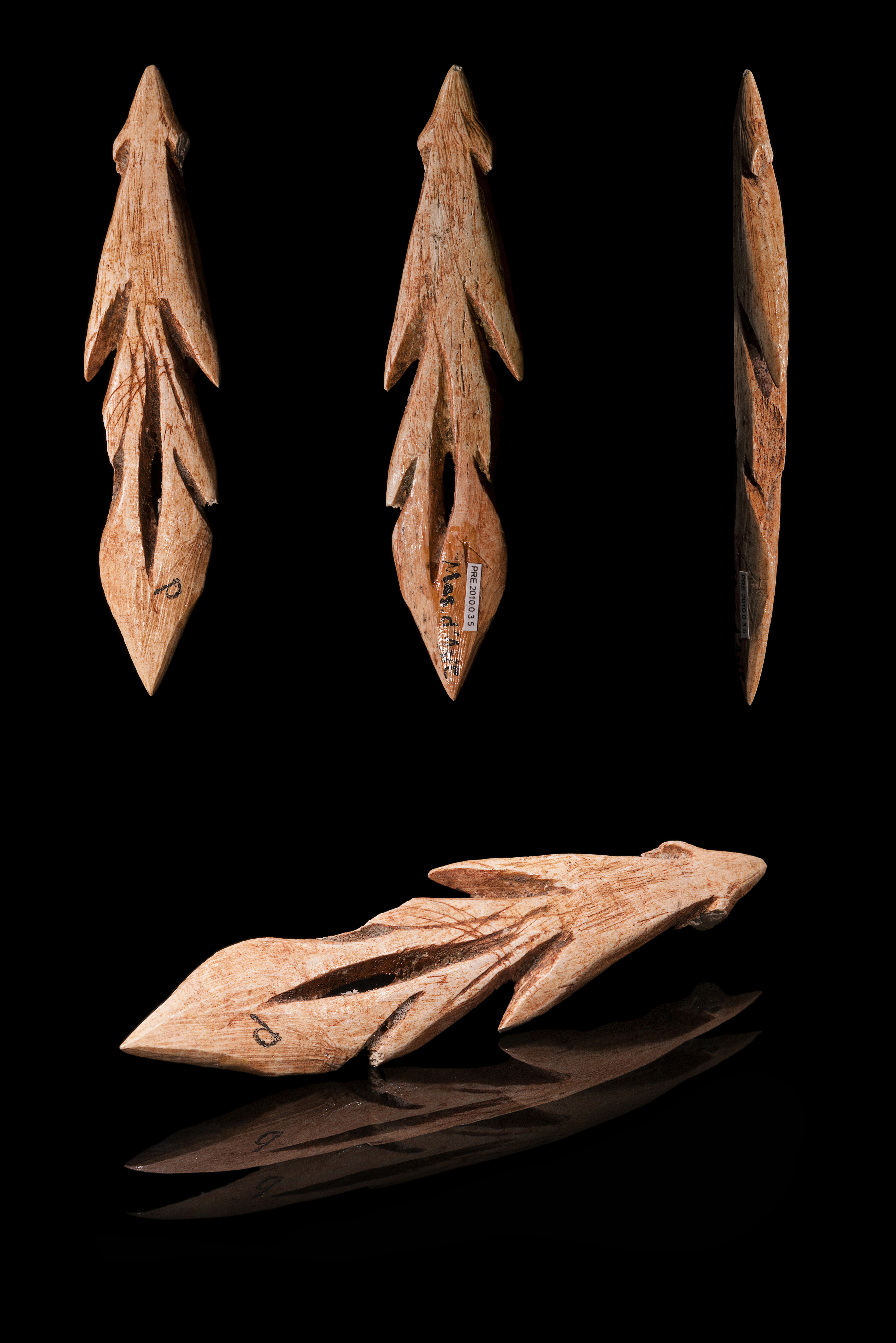
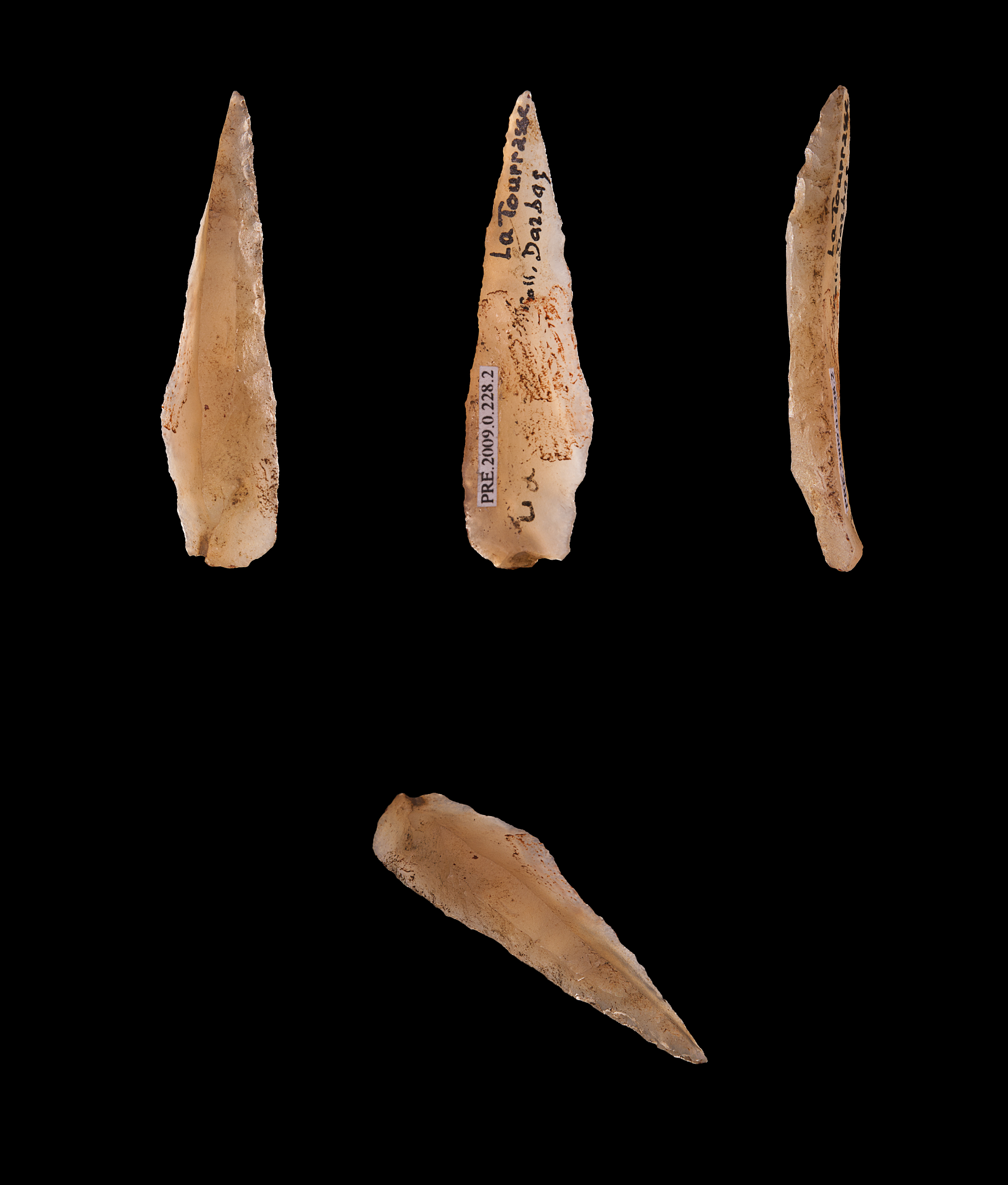
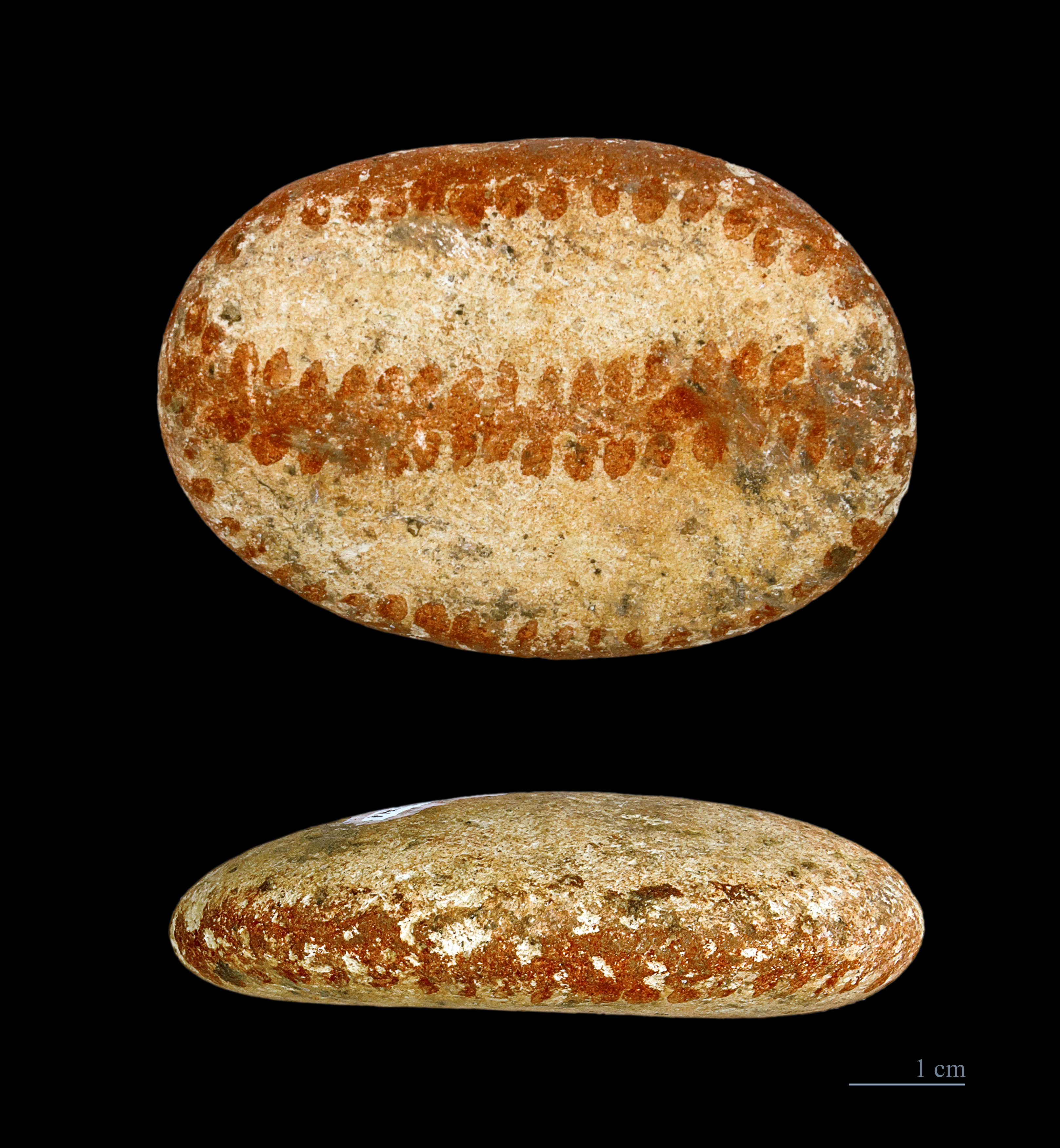

## Палеогенетика
У представителя азильской культуры из Бишонского грота в Швейцарии, жившего 13,56–13,77 тыс. лет назад, была обнаружена Y-хромосомная гаплогруппа I2a и митохондриальная гаплогруппа U5b1h. У представителей азильской культуры из Бальма де Гилания или Бальма де ла Гвинеу (Balma Guianya) в Пиренеях (испанская провинция Льейда) определены Y-хромосомные гаплогруппы C1a1a (BAL003, 12830—10990 лет до настоящего времени) и I1 (BAL0051, 11095 лет до настоящего времени) и митохондриальные гаплогруппы U5b1, U5b2a, U2'3'4'7'8'9. Кластер Виллабруна (Villabruna Cluster) из
15 особей послеледникового максимума (14000—7000 л. н.) связан с азильской культурой и культурами эпипалеолита и мезолита.